# Mojo Alcantara
Mojo Alcantara ist eine Gemeinde (comune) in der Metropolitanstadt Messina in der Region Sizilien in Italien mit 686 Einwohnern (Stand 31. Dezember 2023).

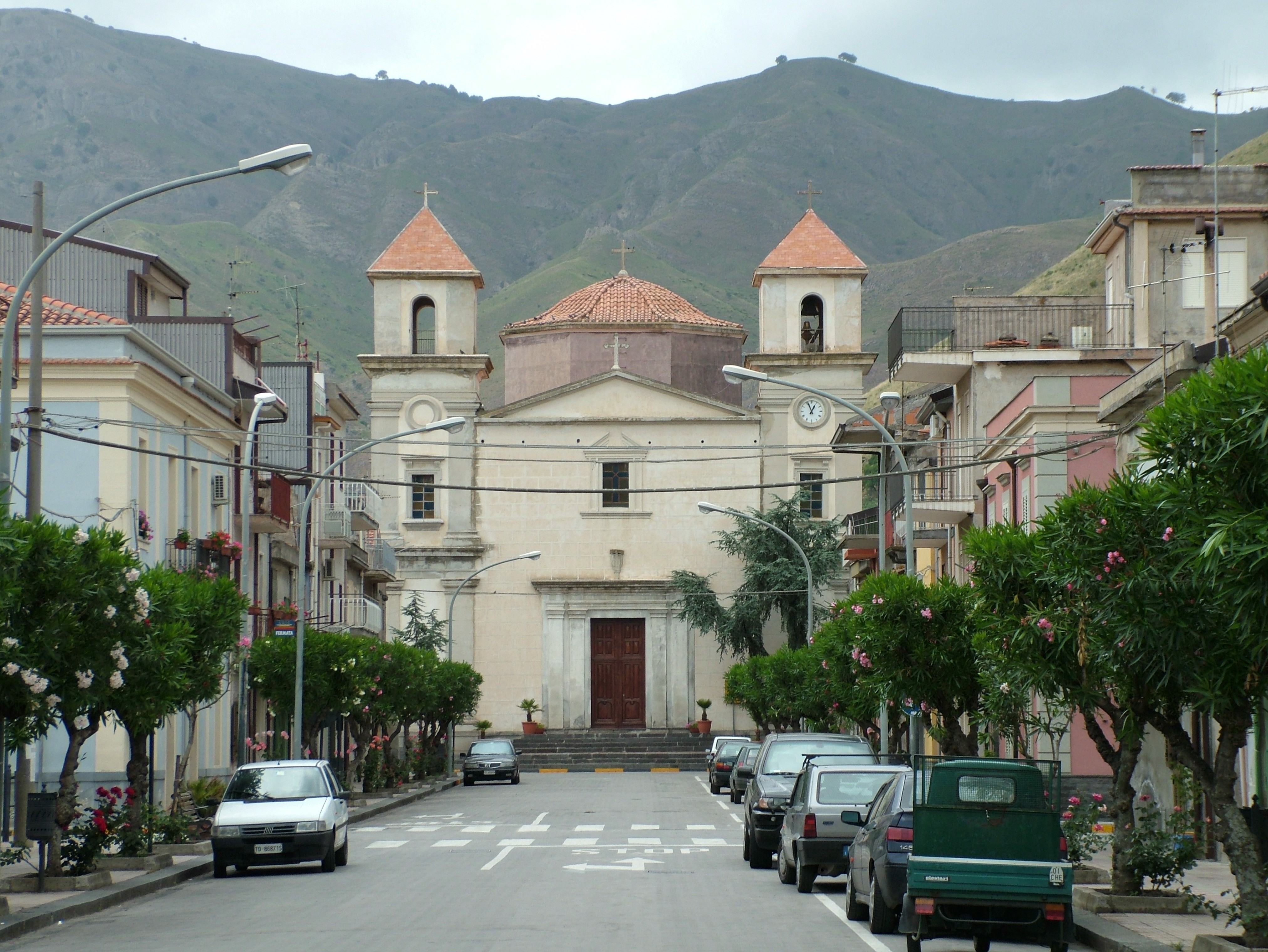
Die Kirche

## Lage und Daten
Mojo Alcantara liegt 80 km südwestlich von Messina am Nordhang des Ätnas. Die Einwohner sind hauptsächlich in der Landwirtschaft und in der Viehzucht beschäftigt. 
Die Nachbargemeinden sind Castiglione di Sicilia, Malvagna und Roccella Valdemone.

## Geschichte

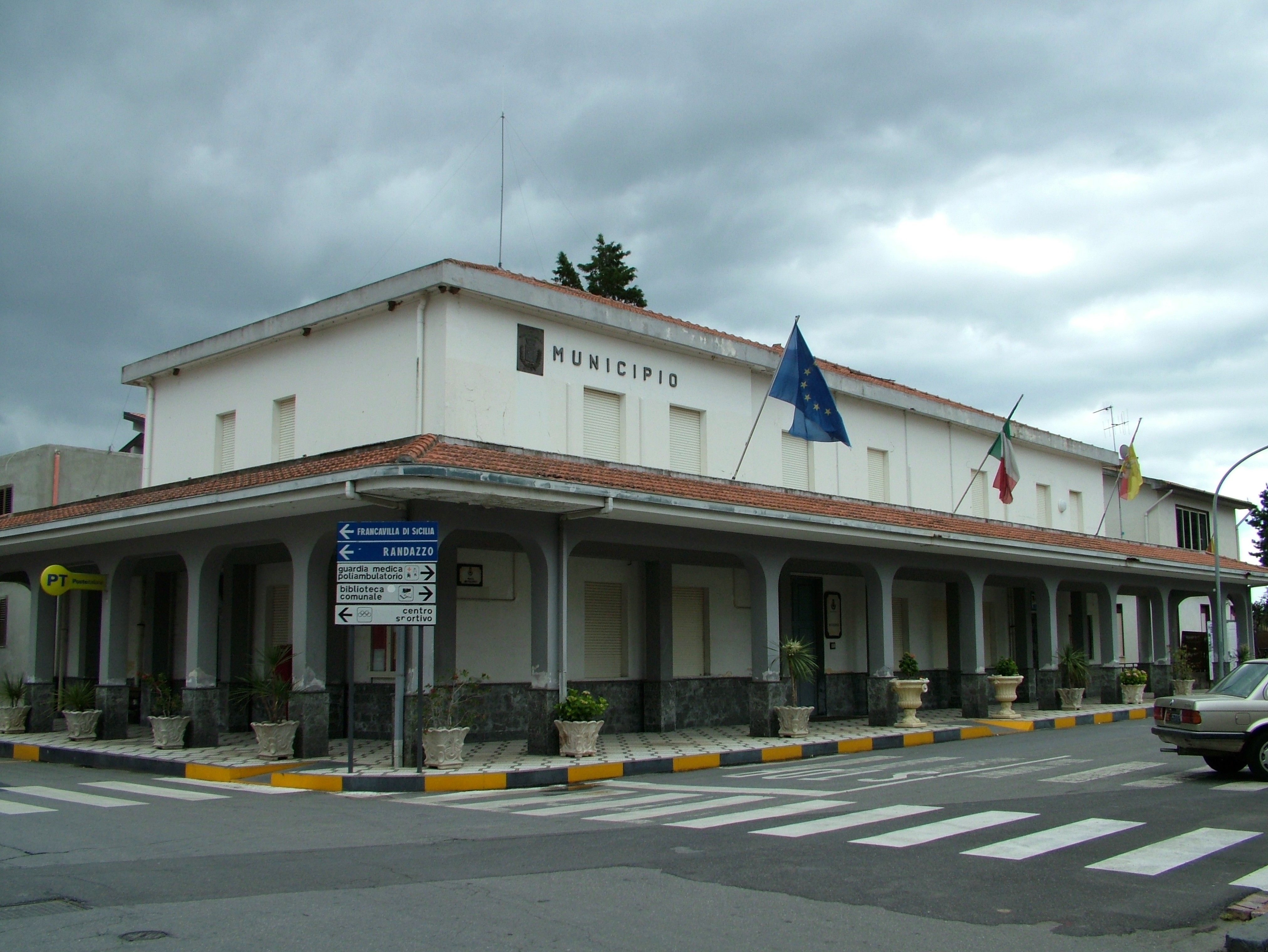
Das Rathaus

Der Ort wurde in der ersten Hälfte des 16. Jahrhunderts gegründet. Von 1928 bis 1947 bildete Mojo Alcantara mit Malvagna die Gemeinde Lanza.

## Sehenswürdigkeiten
- Pfarrkirche Santa Maria della Grazie aus dem 18. Jahrhundert
- Lanza-Turm erbaut im 16. Jahrhundert
- Der Ort wird von einem kleinen erloschenen Vulkankrater überragt, der in der prähistorischen Zeit aktiv war, und der auch die Quelle des Alcantara Lavastroms war.